# K2-290
K2-290 — тройная звезда в созвездии Весов на расстоянии приблизительно 897 световых лет (около 275 парсек) от Солнца. Видимая звёздная величина звезды — +11,11m. Возраст звезды оценивается как около 4 млрд лет.
Вокруг звезды обращается, как минимум, две планеты.

## Характеристики
Первый компонент — жёлто-белая звезда спектрального класса F8. Масса — около 1,194 солнечной, радиус — около 1,511 солнечного, светимость — около 2,632 солнечных. Эффективная температура — около 5730 К.
Второй компонент — красный карлик спектрального класса M. Масса — около 0,368 солнечной, радиус — около 0,354 солнечного. Эффективная температура — около 3548 К. Удалён на 113 а.е..
Третий компонент — красный карлик спектрального класса M. Масса — около 0,253 солнечной, радиус — около 0,263 солнечного. Эффективная температура — около 3397 К. Удалён на 2467 а.е..

## Планетная система
В 2019 году командой астрономов, работающих с фотометрическими данными в рамках проекта Kepler K2, было объявлено об открытии планет K2-290 b и K2-290 c.